# Rafael García Aguilera
Rafael García Aguilera, más conocido como Bebe, (Córdoba, 28 de mayo de 1990) es un jugador de fútbol sala español que juega como cierre en el Inter Movistar y en la selección de fútbol sala de España, con la que ganó la Eurocopa de fútbol sala de 2016.
En 2016 fue nombrado por los periodistas como mejor deportista cordobés, junto a Lourdes Mohedano.

## Carrera
Bebé comenzó su carrera en las categorías inferiores de ElPozo Murcia, donde ha jugado en la mayoría de su carrera. En 2010 jugó cedido por una temporada en el Futsal Cartagena. En 2011 volvió a ElPozo Murcia, donde se convirtió en un jugador fundamental y yendo convocado con la Selección de fútbol sala de España. Debido a la lesión de Jesús Aicardo, ganó la Eurocopa de fútbol sala de 2016 al ser convocado en su lugar.
En 2017 ficha por el Inter Movistar.
En 2020 abandonó el Inter Movistar, y fichó por el Jimbee Cartagena.
El 23 de junio de 2024, logra el título de la Primera División de fútbol sala con el Jimbee Cartagena al vencer en la final a ElPozo Murcia por tres victorias a uno en el cuarto partido de la final.
En la temporada 2024-25, firma por Inter Movistar de la LNFS, junto a sus compañeros Javi Mínguez y Lucão.

## Clubes
- ElPozo Murcia (2010-2011)
- Futsal Cartagena (2010-2011)
- ElPozo Murcia (2011-2017)
- Inter Movistar (2017-2020)
- Jimbee Cartagena (2020-2024)
- Inter Movistar (2024-actualidad)

## Palmarés
- 2 Liga Nacional de Fútbol Sala (2010, 2024)[10]
- 1 Copa de España de Fútbol Sala (2010)
- 1 Copa del Rey de Fútbol Sala (2016)[11]
- 4 Supercopa de España de Fútbol Sala (2012, 2014, 2016, 2024)[12]